# Hastula
Hastula é um gênero de gastrópodes pertencente a família Terebridae.

## Espécies
- Hastula aciculina (Lamarck, 1822)
- Hastula acumen (Deshayes, 1859)[2]
- Hastula alboflava Bratcher, 1988[3]
- Hastula albula (Menke, 1843)[4]
- Hastula androyensis Bozzetti, 2008[5]
- Hastula anomala (Gray, 1834)
- Hastula anosyana (Bozzetti, 2016)
- Hastula apicina (Deshayes, 1859)
- Hastula apicitincta (G. B. Sowerby III, 1900)
- Hastula bacillus (Deshayes, 1859)
- † Hastula beyrichi (Semper, 1861)
- Hastula casta (Hinds, 1844)
- Hastula celidonota (Melvill & Sykes, 1898)[6]
- Hastula cernohorskyi R. D. Burch, 1965
- Hastula cinerea (Born, 1778)
- Hastula continua (Deshayes, 1859)
- Hastula crossii (Deshayes, 1859)
- Hastula cuspidata (Hinds, 1844)[7]
- Hastula daniae (Aubry, 2008)
- Hastula denizi Rolàn & Gubbioli, 2000[8]
- Hastula diversa (E. A. Smith, 1901)
- Hastula engi Malcolm & Terryn, 2017
- Hastula escondida (Terryn, 2006)
- Hastula exacuminata Sacco, 1891[9]
- † Hastula farinesi (Fontannes, 1881)
- Hastula filmerae (G.B. Sowerby III, 1906)[10]
- Hastula hamamotoi Tsuchida & Tanaka, 1999[11]
- Hastula hastata (Gmelin, 1791)[12]
- Hastula hectica (Linnaeus, 1758)
- † Hastula houstonia (Harris, 1895)
- Hastula imitatrix (Aufenberg & Lee, 1988)[13]
- Hastula inconstans (Hinds, 1844)
- Hastula kiiensis Chino & Terryn, 2019
- Hastula knockeri (E.A. Smith, 1872)[14]
- Hastula lanceata (Linnaeus, 1767)[15]
- Hastula lanterii Terryn, 2018
- Hastula leloeuffi Bouchet, 1982[16]
- Hastula lepida (Hinds, 1844)[17]
- Hastula luctuosa (Hinds, 1844)
- Hastula marqueti (Aubry, 1994)
- Hastula maryleeae Burch, 1965[18]
- Hastula matheroniana (Deshayes, 1859)[19]
- Hastula nana (Deshayes, 1859)
- Hastula natalensis (E. A. Smith, 1903)
- Hastula nimbosa (Hinds, 1844)
- Hastula ogasawarana Chino & Terryn, 2019
- Hastula palauensis Terryn, Gori & Rosado, 2019
- Hastula parva (Baird, 1873)[20]
- Hastula penicillata (Hinds, 1844)[21]
- Hastula philippiana (Deshayes, 1859)[22]
- † Hastula pseudobasteroti Lozouet, 2017
- Hastula puella (Thiele, 1925)[23]
- Hastula raphanula (Lamarck, 1822)
- Hastula rossacki Sprague, 2000[24]
- Hastula rufopunctata (E.A. Smith, 1877)[25]
- Hastula salleana (Deshayes, 1859)
- Hastula sandrogorii Ryall, Terryn & Rosado, 2017
- Hastula sendersi Terryn & Keppens, 2020
- Hastula solida (Deshayes, 1855)[26]
- Hastula strigilata (Linnaeus, 1758)[27]
- Hastula stylata (Hinds, 1844)
- † Hastula sublaevigata (Grateloup, 1845)
- † Hastula sublaevissima Lozouet, 2017
- Hastula tenuicolorata Bozzetti, 2008[28]
- Hastula tiedemani Burch, 1965[29]
- Hastula tobagoensis (Nowell-Usticke, 1969)
- Hastula trailli (Deshayes, 1859)
- Hastula venus Aubry, 2008[30]
- Hastula verreauxi Deshayes, 1857
- Hastula westralica (Aubry, 1999)[31]
- Hastula willemfaberi Terryn, 2020

Taxon inquirendum
- Hastula colorata Bratcher, 1988

Espécies trazidas para a sinonímia
- Hastula albofuscata Bozzetti, 2008:[32] sinônimo de Partecosta albofuscata (Bozzetti, 2008)
- Hastula betsyae Burch, 1965: sinônimo de Hastula penicillata (Hinds, 1844)
- Hastula brazieri (Angas, 1871):[33] sinônimo de Profunditerebra brazieri (Angas, 1871)
- Hastula caliginosa (Deshayes, 1859): sinônimo de Strioterebrum caliginosum (Deshayes, 1859)
- Hastula lauta Pease, 1869: sinônimo de Hastula matheroniana (Deshayes, 1859)
- Hastula lineopunctata (Bozzetti, 2008):[34] sinônimo de Oxymeris lineopunctata (Bozzetti, 2008)
- Hastula micans Hinds, 1844:[35] sinônimo de Hastula aciculina (Lamarck, 1822)
- Hastula nitida (Hinds, 1844): sinônimo de Strioterebrum nitidum (Hinds, 1844)
- Hastula plumbea (Quoy & Gaimard, 1964): sinônimo de Strioterebrum plumbeum (Quoy & Gaimard, 1833)
- Hastula tenera (Hinds, 1844):[36] sinônimo de Partecosta tenera (Hinds, 1844)
- Hastula trilineata Bozzetti, 2008[37] (nome provisório): sinônimo de Partecosta trilineata (Bozzetti, 2008)